# ذاكرة مرحلية
الذاكرة المرحلية هي الذاكرة التي تشمل كلاً من الذاكرة الصريحة والتصريحية، وتستخدم لتذكر تجارب شخصية للفرد خلال مراحل معينة، على أن تكون مختزنة في سياقها، ويمكن استحضارها بشكل بصري أو سمعي، وتتولى مهمة استحضارها بنيات معينة في الدماغ، وهي الفص الجبهي والفص الصدغي الجانبي والمخيخ، إلى جانب دور الحزام الأمامي والحزام المحيط وما قبل الحزام المحيط.